# 鈴木悠里
鈴木 悠里（すずき ゆうり、1987年 - ）は、日本の陸上競技選手。2005年世界クロスカントリー選手権代表。岩手県出身。小学生のとき群馬県太田市に移住.
母親の再婚のため、田中悠里に改姓。

## 所属
- 太田市立宝泉小学校に転入
- 2000年 太田市立城西中学校 入学
- 2003年 私立常磐高等学校 入学
- 2006年 三井住友海上火災保険株式会社 入社

## 経歴
- 2004年、3000m 9分16秒29の好タイムを出す。
- 2005年、フランス・サンテティエンヌ近郊サン＝ガルミエで開催された第33回世界クロスカントリー選手権に日本代表として出場。女子ジュニアで25位。同女子ジュニア団体では56ポイントで3位に食い込んだ。